# Spott
Spott (Verb: spotten oder verspotten) ist ein Mittel der Kommunikation. Mit diesem Stilmittel macht sich jemand absichtsvoll lustig über einen Menschen, eine bestimmte Gruppe oder deren tatsächliche oder vermeintliche Werte. Jenseits künstlerischer Ausdrucksformen – wie beispielsweise der Satire – kann Spott in der alltäglichen Verwendung scherzhaft gemeint, aber auch Ausdruck von Verachtung oder Ehrabschneidung sein. In diesen Fällen wird er als Demütigung und damit als seelische Verletzung erlebt, die schmerzhafter als eine körperliche empfunden werden kann. Spott ist dem Hohn ähnlich, unterscheidet sich aber durch das Motiv. Hohn soll stets verletzen, Spott dagegen nicht immer. Beinhaltet der Spott Schadenfreude, spricht man von Häme. Einen spöttischen Menschen nennt man Spottvogel.

## Etymologie
Das Verb spotten in seiner eigentlichen Bedeutung für spucken entstammt dem mittelhochdeutschen Wort spotten sowie dem althochdeutschen Wort spotton. Hiervon abgeleitet ist das niederländische spotten und das schwedische spotta. Diese Verben mit einer ausdrucksbetonten Verdoppelung der Konsonanten stehen gleichbedeutend zum althochdeutschen sponton, spotison mit nur einem einfachen t. Das Substantiv Spott steht für Hohn. Der Hohn-Ausübende ist ein Spötter. Das gleichlautende Wort Spötter bezeichnet in der Ornithologie die Fähigkeit jener Vögel, die die Rufe anderer Vögel nachahmen.

## Darstellung

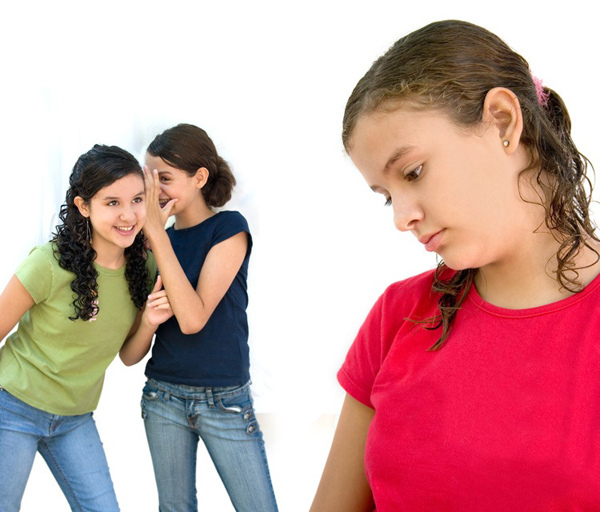
Zwei Mädchen spotten über ein anderes Mädchen

Spott ist für den Spötter eine wenig aufwendige Waffe. Kinder benutzen ihn gern. Oft genügen Worte (z. B. der Ausruf „ätsch!“), Gebärden oder symbolische Handlungen (Ausätschen, Rübchenschaben), um auf Seiten des Verspotteten heftige Reaktionen auszulösen.
Spott ist oft ein Mittel der Polemik. Der Spötter will Schwachstellen eines Mächtigen, eines Widerparts enthüllen. Nicht allein Feinde überziehen einander mit Spott. Spott hat offenkundig auch eine gewisse stabilisierende Funktion im Rahmen eines sozialen Systems.
Spott tritt in unterschiedlichen Graden und Formen auf. Neben grobem Spott hat sich eine lange Tradition kultivierten, stilisierten Spottes entwickelt (vgl. Ironie). Als Stilmittel des Spottes gelten unter anderem die Karikatur, die Parodie und das Spottlied. Als Form der Selbstverspottung kann der Galgenhumor angesehen werden (siehe auch schwarzer Humor).
Die schwerwiegendste Form des Spottes wird in der Blasphemie gesehen. Sie umfasst neben der Gotteslästerung die verbale oder symbolische Bloßstellung und Entweihung des allgemein als heilig Geltenden.
Menschen leiden in unterschiedlichem Ausmaß, wenn sie Zielscheibe des Spotts anderer werden. Eine ausgesprochene und unverhältnismäßig große Angst davor, sich der Lächerlichkeit ausgesetzt zu sehen, wird als Katagelophobie bezeichnet.

## Historische Beispiele
Schon bei den Triumphzügen im Kaiserreich des antiken Roms waren dem Volk als Ventilfunktion bis zu einem gewissen Grade Spottverse und Hohngelächter geduldet worden. Die Gestalt des Hofnarren wurde vielfach Zielscheibe des allgemeinen Spottes, andererseits wurde allein diesem das Recht eingeräumt, unangenehme Wahrheiten bis hin zu Peinlichkeiten im Bereich des Potentaten zu benennen und spöttisch aufs Korn zu nehmen.
Der volkstümliche Narr, der als Außenseiter Arm und Reich gleichermaßen mit gnadenlosem Spott überzieht, ist in der Tradition in der Gestalt Till Eulenspiegels überaus populär geworden. Gleiches gilt für Hodscha Nasreddin im arabischen Raum.
Die klassische Gestalt des gesellschaftlichen Spottes ist die Satire, die bereits in der Antike (Aristophanes, Lukian) über das Mittelalter (Sebastian Brant) bis in die Neuzeit (Erasmus, Grimmelshausen), später in Jonathan Swift, Sterne, La Mettrie, Voltaire, Börne, Heinrich Heine und besonders bei Max Stirner zu höchster Form aufstieg und im 20. Jahrhundert (Karl Kraus, Kurt Tucholsky, George Orwell, Aldous Huxley) ihr Ende keineswegs gefunden hat.
Im Kabarett hat das 20. Jahrhundert eine Institution des Spottes auf der Bühne gefunden. Selbst Diktaturen erkannten seine spezifische Ventilfunktion und verstanden es zugleich, die Satiren zu kanalisieren und damit zu entschärfen. Im Nachwende-Deutschland ist das Spottpotenzial des Kabaretts auf beiden Seiten Deutschlands offenkundig zurückgegangen. Stattdessen steigt die Nachfrage nach Comedy mit einer Mischung aus Show, Talk, Action und spöttischem Zynismus von unterschiedlichem Niveau.

## Spott im Spiel

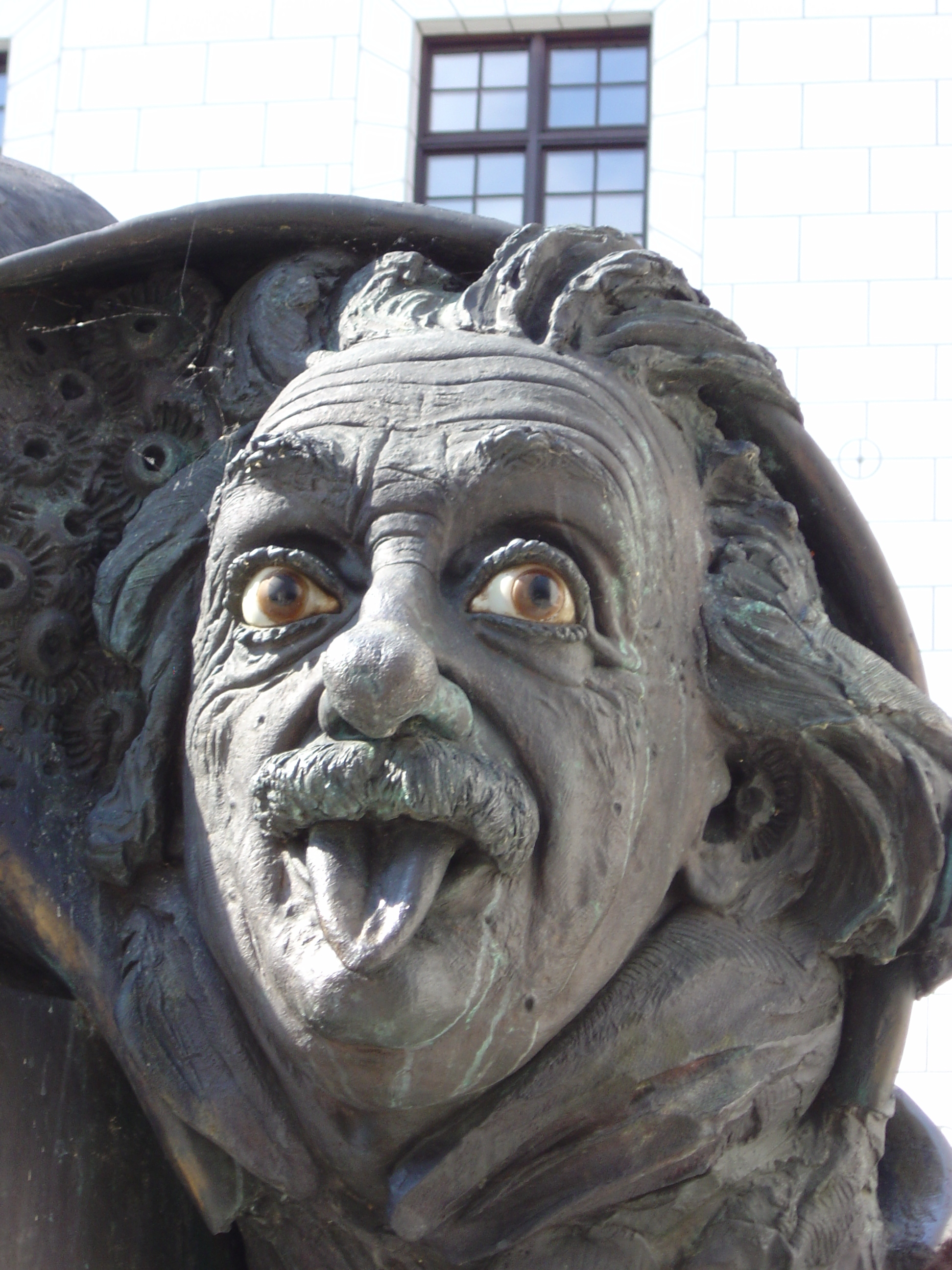
Einstein-Brunnen von Jürgen Goertz, Ulm 1984

Im Spiel hat das Verspotten eines Mitspielers oder einer Spielpartei eine lange Tradition. Es äußert sich in vielfältigen Formen und kann sogar zum zentralen Spielgedanken gemacht werden. Spielsystematisch werden diese Art Spiele der Kategorie der Hämespiele zugeordnet. Der Spott kann verbal über Spottlieder oder Spottverse ausgetragen werden. Er kann sich gestisch durch Fingerzeigen oder Zungestrecken ausdrücken. Er kann optisch in einer Brandmarkung durch eine Schwärzung der Stirn bestehen. Oft wird dem so Gekennzeichneten außerdem eine zeitweilige Sonderrolle im Spielgeschehen zugewiesen. Diese Spielformen sind verbreitet und durchaus beliebt, psychologisch und pädagogisch aber nicht unumstritten. Sie sollten daher nach Expertenmeinung nur von didaktisch geschulten, sensiblen und erfahrenen Spielleitern gewagt werden.
Die traditionell streng auf den 1. April begrenzten Aprilscherzspiele leben von dem Spaß, einen arglosen Mitbürger „in den April zu schicken“, d. h., ihn zu einem vermeintlich spektakulären Ereignis zu locken oder ihm eine Aufgabe zu erteilen, die ihm eine peinliche Überraschung beschert (z. B. beim Händler eine Portion „Hau mich blau“ abzuholen). Auch Erwachsene büßen dabei meist für ihre Gutgläubigkeit oder Neugier. Das Scherzspiel endet unter allgemeinem Gelächter und unterschiedlicher Reaktion des Betroffenen mit dem Satz „April, April, der macht halt, was er will“ oder verkürzt „April, April“. Die Bezeichnung Aprillsnarr findet sich schon in Grimms Deutschem Wörterbuch von 1854.
Beim Schwarzer-Peter-Spiel geht es darum, wer letztendlich – von den anderen hämisch belacht – auf der immer wieder unter den Mitspielern verschobenen ungeliebten Spielkarte sitzenbleibt und die Stirn geschwärzt bekommt oder eine Trinkrunde für den Spielkreis bezahlen muss.
Beim Gänsedieb-Spiel wird ein Kind, das bei einem Reigentanz keinen Partner gefunden hat, in einem Symbolspiel als „Gänsedieb“ verspottet.
Beim Plumpsack-Spiel wird als „Faules Ei“ tituliert und im Innern des Spielkreises ausgestellt, wer bei dem Singspiel so langsam reagiert oder läuft, dass er von dem fangenden Plumpsack eingeholt wird.

## Spott in der Kunst

Illustration aus dem Narrenschiff von Sebastian Brant

In seinem Buch Das Narrenschiff verhöhnt Sebastian Brant (1457–1521) den sich als gebildet fühlenden Angeber, der zwar als Aushängeschild seiner „Bildung“ und Belesenheit viele Bücher besitzt, sie aber weder liest noch versteht, sondern nur abstaubt.
Auf hohem Niveau äußert sich Spott auch in der Kunst: In der Literatur nehmen Satiriker und Humoristen wie Wilhelm Busch oder Eugen Roth und Fabeldichter wie Jean de La Fontaine die Schwächen der Menschen wie Eitelkeit oder Gewinnsucht zum Thema und machen sie lächerlich. In der Malerei entstehen Zyklen zu gesellschaftskritischen Fragen wie Napoleons Niederlage von Waterloo. In der Bildhauerei spielen Künstler mit dem Medium des Spotts in skurrilen Formen, die sich als Denkmäler an Brunnen oder Teufelswerk an Kirchenfassaden finden.

## Spott in der Ethnologie
Feste Bräuche gegenseitiger Verspottung (Spottverhältnisse) von Stämmen werden in der Ethnologie als joking relationships in ihrer Bedeutung erforscht. In Deutschland kommen sie ebenso, aber unauffälliger vor, wie etwa zwischen Köln und Düsseldorf oder Mainz und Wiesbaden, was alljährlich im Karneval besonders deutlich wird.